# Niinsaare
Niinsaare järv (est. Niinsaare järv) – jezioro w gminie Illuka, w prowincji Virumaa Wschodnia, w Estonii. Położone na północ od wsi Konsu na terenie obszaru chronionego krajobrazu Kurtna (est. Kurtna maastikukaitseala). Ma powierzchnię 6,2 hektara, linię brzegową o długości 1182 m, długość 550 m i szerokość 200 m. Jest jednym z 42 jezior wchodzących w skład pojezierza Kurtna (est. Kurtna järvestik).